# 皮阿拉普 (华盛顿州)
皮阿拉普（英語：Puyallup；i/pjuːˈæləp/ pew-AL-əp or /pjuːˈɔːləp/ pew-AWL-əp）位於美國華盛頓州皮尔斯县，約在塔科马東邊5英里（8公里）。2020年美國人口普查時人口為42,973人，較2010年大幅增加約六千人。名字來自於皮阿拉普族，意為「慷慨的民族」。

## 資料來源
1. ↑  . United States Census Bureau.   [2008-01-31].
2. ↑  . United States Geological Survey. 2007-10-25  [2008-01-31].

## 外部連結
- 皮阿拉普官方網站 （页面存档备份，存于）
- City of Puyallup Municipal Code
- 中的“Puyallup, Washington”